# خودشیفتگی در رهبری
خودشیفتگی در رهبری (به انگلیسی: Narcissistic leadership)، یکی از سبک‌های رهبری است که در آن رهبر تنها به خود علاقه‌مند است. اولویت این‌گونه افراد خودشان است - که بهای آن را دیگران، و سایر اعضای گروه می‌پردازند. چنین رهبری ویژگی‌های یک خودشیفته را نشان می‌دهد: تکبر، سلطه‌خواهی و خودسری. این سبک رهبری به اندازهٔ کافی رایج است که نام یک شیوه رهبری را برای خود به دست آورده‌است. خودشیفتگی معمولاً به عنوان رفتاری ناسالم و مخرب توصیف می‌شود که: «ناشی از غرور، سرکشی، گستاخی و یک نیاز شخصی خودخواهانه برای قدرت و مورد تحسین قرار گرفتن» است. یک بررسی نشان می‌دهد: هنگامی که یک گروه در واقع بدون رهبر است، احتمالاً یک رهبر خودشیفته است که مسئولیت را بر عهده خواهد گرفت.

## خودشیفتگی در گروه‌ها
یک مطالعهٔ منتشر شده در نشریهٔ «شخصیت و روانشناسی اجتماعی» (Personality and Social Psychology Bulletin) نشان می‌دهد که مسئولیت یک گروه بدون رهبر را احتمالاً یک رهبر خودشیفته بر عهده می‌گیرد. پژوهش‌گران دریافته‌اند که افرادی که در رتبهٔ بالاتری در خودشیفتگی (نارسیسیسم) قرار دارند، تمایل بیشتری به کنترل گروه‌های فاقد رهبری دارند.
در این باره به نظر فروید: افراد با "روحیه خودشیفتگی … که به گونهٔ خاصی مناسب اجرای نقش حمایت از دیگران …، و بر عهده گرفتن نقش رهبرانند … و دیگران را نیز با در جمع شخصیت‌ها نشان‌دادن خود، تحت تأثیر قرار می‌دهند». یک دلیل می‌تواند این باشد که دیدن خودشیفتگی در دیگری، خود دارای کشش و جذابیت خوبی برای آن‌هایی است که بخشی از خودشان را انکار کرده‌اند … همان‌گونه که ما اگر آن‌ها را برای داشتن حالت ایده‌ئال (اعتدال) می‌توانیم تحمل کنیم - همان موضع غیرقابل تحملی که ما خودمان آن را قبلاً رها کرده‌ایم."
بر پایهٔ نظر کتاب "نارسیسیسم": پشت ماسک (Narcissism: Behind the Mask)، در چهار نوع اساسی رهبری، رفتار نارسیسیسمی معمولاً در نوع سوم وجود دارد، هرچند ممکن است در نوع اول نیز دیده شود:]
1. اقتدارگرا با تصمیم‌گیری وظیفه‌گرا
2. دموکراتیک با تصمیم‌گیری وظیفه‌گرا
3. اقتدارگرا با تصمیم‌گیری عاطفی
4. دموکراتیک با تصمیم‌گیری عاطفی

مایکل مک کبی اظهار داشته که: «روانکاوان معمولاً به رهبران خودشیفته؛ به ویژه در محل کار،  به اندازه ی کافی نزدیک نیستند تا بتوانند دربارهٔ آن‌ها حرف بزنند»."